# Balla con noi
Balla con noi è un film italiano del 2011 diretto da Cinzia Bomoll. Il film è uscito nelle sale il 27 maggio 2011 e vede protagonisti Alice Bellagamba e Andrea Montovoli.

## Trama
Roma. Erica è una ballerina dell'Accademia Nazionale di Danza. L'esame del diploma si avvicina, e nonostante lei voglia dare tutta sé stessa, balla male, cade e si fa male alla caviglia, e il mondo sembra crollarle addosso.
Marco è l'anima degli Avengers, una banda multietnica che balla hip hop, in competizione con la crew avversaria del ragazzo della sua ex, Betty. Erica e Marco sono fratelli, ma anni fa lui ha deciso di scappare di casa per intraprendere un altro stile di vita. La ragazza vuole riavvicinarsi a lui in cerca di sostegno in un momento di crisi, e incontra Congo, che la invita a partecipare alla competizione. Scopre così un mondo a lei totalmente sconosciuto, ma quando cerca di approfondire il rapporto con Marco, la distanza è ancora troppa. Nel frattempo tra Erica e Congo nasce una sincera simpatia.
Marco capisce che deve cambiare qualcosa nel suo modo di porsi di fronte alla vita: decide così di chiedere scusa alla sorella e di reagire cercando di recuperare il suo rapporto con Betty, e per dimostrare che vale di più del suo nuovo ragazzo, iscrive la sua banda alla Battle, la sfida più importante dell'anno per i breakers. Così Erica salta le lezioni di danza per preparare la coreografia per la crew del fratello, ma la sua insegnante, Valeria, la vede con i ragazzi, e dà dei consigli sui passi, inizialmente ignorati.
Marco cerca di aiutare la sorella a recuperare l'amore per la danza, invitandola all'opera, dove lei e Congo si scambieranno un timido bacio. Purtroppo il saggio di danza e la Battle sono lo stesso giorno: Erica vorrebbe stare con i ragazzi, ma loro la convincono che il suo posto è l'Accademia.

## Budget
Il film è costato circa 1 800 000. È stato venduto al mercato del Festival di Cannes in 13 paesi.